# Pierwsza liga
Pierwsza liga (ang. Major League) – amerykańska komedia z 1989 roku napisana i wyreżyserowana przez Davida S. Warda. W rolach głównych wystąpili Tom Berenger, Charlie Sheen, Wesley Snipes, James Gammon oraz Corbin Bernsen. Nakręcony za 11 milionów dolarów film przyniósł dochód w wysokości ok. 50 milionów dolarów w samych Stanach Zjednoczonych.
Jako jedyna część cyklu była dystrybuowana przez Paramount Pictures. Dystrybucją sequeli zajął się Warner Bros.

## Główne role
- Tom Berenger – Jake Taylor
- Charlie Sheen – Ricky Vaughn
- Corbin Bernsen – Roger Dorn
- Margaret Whitton – Rachel Phelps
- James Gammon – Lou Brown
- Rene Russo – Lynn Wells
- Wesley Snipes – Willie Mays Hayes
- Charles Cyphers – Charlie Donovan
- Chelcie Ross – Eddie Harris
- Dennis Haysbert – Pedro Cerrano
- Andy Romano – Pepper Leach
- Bob Uecker – Harry Doyle
- Steve Yeager – Duke Temple